# ويلينغتون دا سيلفا دي سوزا
ويلينغتون دا سيلفا دي سوزا (27 مايو 1987 في ماريليا في البرازيل – )؛ هو لاعب كرة قدم كان يلعب كمهاجم.

## وصلات خارجية
- ويلينغتون دا سيلفا دي سوزا على موقع رابطة كرة القدم اليابانية للمحترفين (اليابانية)
- ويلينغتون دا سيلفا دي سوزا على موقع دوري كوريا الجنوبية (الإنجليزية)
- ويلينغتون دا سيلفا دي سوزا على موقع قاعدة بيانات كرة القدم.إي يو (الإنجليزية)
- ويلينغتون دا سيلفا دي سوزا على موقع Soccerway.com (الإنجليزية)
- ويلينغتون دا سيلفا دي سوزا على موقع عالم كرة القدم.نت (الإنجليزية)